# Ralph M. Stogdill
Ralph Melvin Stogdill (* 29. August 1904; † 8. Juli 1978 in Columbus) war ein Professor für Managementwissenschaften und Psychologie an der Fakultät für Management Science, College of Administrative Science der Ohio State University. Er lehrte bis zu seiner Emeritierung 1975 an der Ohio State University.

## Leben
Er studierte ab 1928 an der Ohio State University, wo er seinen Bachelor-, Master- und 1934 seinen Doktorgrad (Ph.D.) erwarb. Danach forschte er als Sozialwissenschaftler an der Stanford University Graduate School of Business. In den 1930er Jahren gehörte er zum Personal der Ohio State University Psychological Clinic; von 1937 bis 1942 war er klinischer Psychologe in Columbus, Ohio. Während des Zweiten Weltkriegs diente er im United States Marine Corps, wo er den Rang eines Lieutenant Commander erreichte. Von 1946 bis 1953 war er stellvertretender Direktor der Ohio State Leadership Studies und von 1968 bis 1975 Leiter des Program in Leadership and Organization an der Ohio State University. Von 1968 bis zu seiner Emeritierung im Jahr 1975 war er Professor an der Fakultät für Managementwissenschaften der Ohio State University.

## Werk
Stogdill verfasste 1948 einen Artikel (Personal Factors Associated with Leadership: a Survey of the Literature), der die Eigenschaftstheorie des Führungsverhaltens in Frage stellte. Er hat darauf hingewiesen, dass eine Person nicht einfach deshalb eine effektive Führungskraft wird, weil sie bestimmte Eigenschaften hat (z. B. Alter, Dominanz, Körpergröße, Initiative, Ausdauer, Ehrgeiz, Wunsch, sich auszuzeichnen, Gewicht, Körperbau, Energie, Gesundheit, Verantwortung, Erscheinungsbild, Integrität und Überzeugung, Redegewandtheit, Selbstvertrauen, Intelligenz), sondern dass die Eigenschaften einer erfolgreichen Führungskraft den Anforderungen der Führungssituation entsprechen müssen, d. h. den spezifischen Herausforderungen und den Fähigkeiten, Hoffnungen, Werten und Anliegen der Geführten (sog. Kontingenztheorie des Führungsverhaltens). Er hat dazu 18 Originalarbeiten und mehr als 40 Zeitschriftenartikel veröffentlicht; er hat, teilweise zusammen mit anderen, acht verschiedene Tests und Testhandbücher entwickelt und bei fünf Tonfilmen Regie geführt, die sich mit verschiedenen Aspekten von Führung befassen. Er war der Initiator eines abteilungsübergreifenden Promotionsprogramms im Rahmen der Graduate School für Studenten, die eine kombinierte Ausbildung in Managementwissenschaften und Psychologie anstrebten.

## Ehrungen/Mitgliedschaften
- 1970: Auszeichnung für herausragende Forschung von der Division of Consulting Psychology der American Psychological Association
- Mitglied der American Psychological Association
- Mitglied der Academy of Management
- Mitglied der American Association for the Advancement of Science
- Mitglied der Psychonomic Society
- Mitglied der Society for General Systems Research
- Mitglied des Institutes of Management Sciences
- Mitglied der Industrial Relations Research Association
- Mitglied der Ohio Psychological Association
- Mitglied der Beta Gamma Sigma Honorary Business Fraternity

## Publikationen (Auswahl)
Monografien
- Handbook of Leadership: A Survey of Theory and Research. Free Press, New York City 1974.
- Managers, employers [i.e. employees], organizations – a study of 27 organizations. Bureau of Business Research, Division of Research, College of Commerce and Administration, Ohio State University, Ohio State University, Columbus (Ohio) 1965.
- Manual for the Leader behavior description questionnaire-form XII. Bureau of Business Research, College of Commerce and Administration, Ohio State University 1963.
- Individual behavior and group achievement. Oxford University Press, 1959.
- Patterns of administrative performance. Bureau of Business Research, College of Commerce and Administration, Ohio State University, Columbus (Ohio) 1956.
- Methods in the study of administrative leadership. Bureau of Business Research, College of Commerce and Administration, Ohio State University, Columbus (Ohio) 1955.
- Leadership: a study of role expectations and performance. Ohio State University Research Foundation, Columbus (Ohio) 1953.
- Patterns of leader behavior: A factorial study of navy officer performance. Ohio State University Research Foundation, Columbus (Ohio) 1953.

Zeitschriftenartikel
- Leadership, membership and organization. In: Psychological Bulletin, 1950, 47(1), S. 1–14.
- Personal factors associated with leadership; a survey of the literature. In: The Journal of Psychology, 1948, 25 (1), S. 35–71.
- Attitudes of parents, students, and mental hygienists toward child behavior. In: Journal of Social Psychology, 1933, 4, S. 486–489.